# Кулемет Ріплі

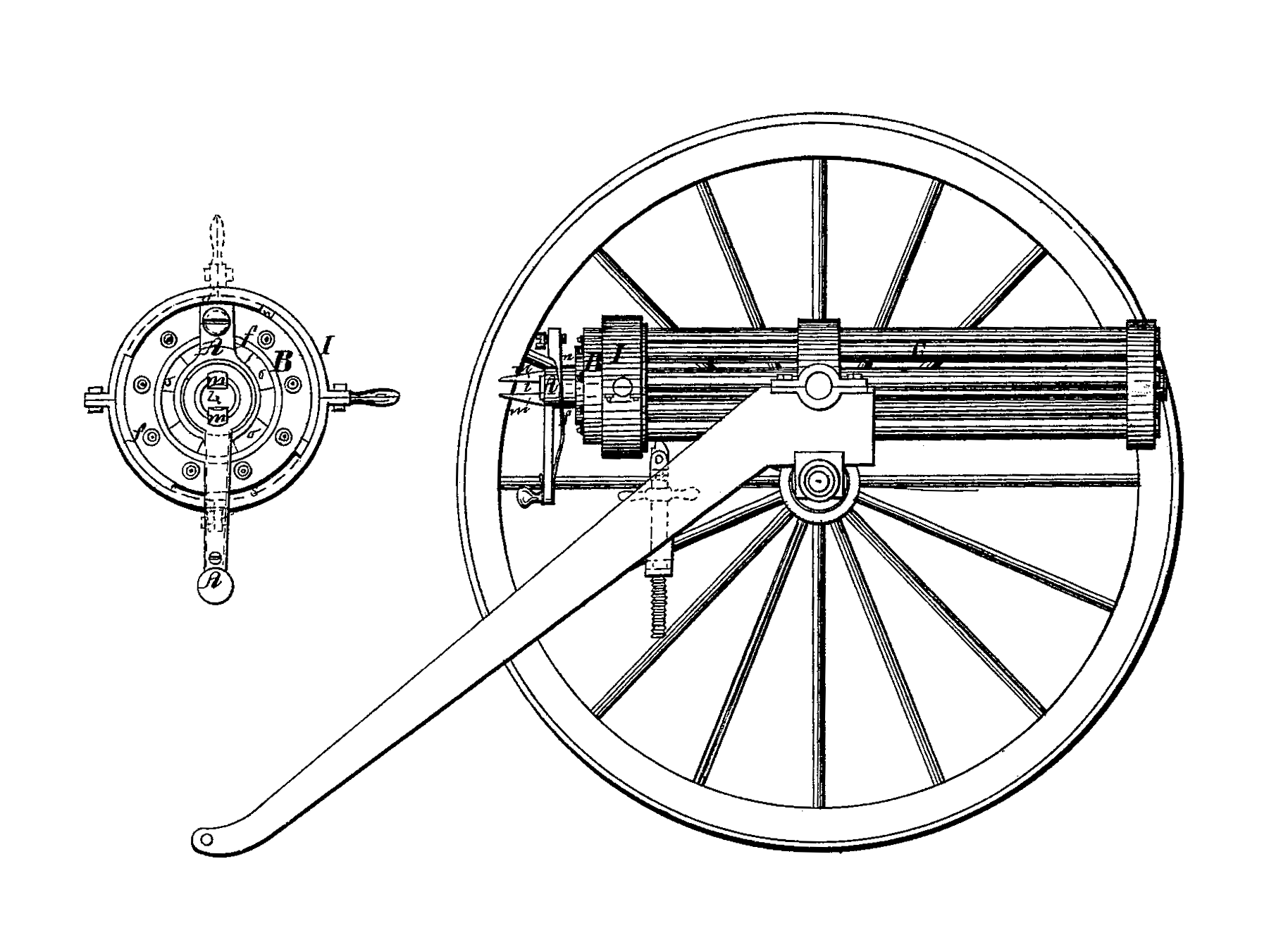
Патентне зображення кулемета. Видно лафет та колінвал.

Кулемет Ріплі — органна гармата, попередник кулемета, який запатентував в 1861 Езра Ріплі. Хоча його так і не побудували, він став основою для концепції, яку використали в конструкції кулемета Гатлінга, запатентованому наступного року.

## Принцип роботи
Конструкція, за патентом, мала дев'ять фіксованих стволів, які кріпилися на артилерійському передку. Зброя мала циліндр з дев'ятьма набоями, які вирівнювалися навпроти дев'яти стволів. Потім приєднували руків'я, яке фіксувало циліндр на місці.
Зброя здійснювала постріл при обертанні руків'я, постріли відбувалися по порядку. Темп стрільби регулювався швидкістю обертання руків'я, при повільному обертанні можна було зробити одиночний постріл. Після здійснення дев'яти пострілів знімали зарядний циліндр, а замість нього встановлювали інший заряджений циліндр.
Скоріш за все зброю не будували, а перевагу надали іншим органним гарматам, наприклад Billinghurst Requa Battery.

## Джерело
- George M. Chinn, The Machine Gun, Volume I, 1951